# Daniël David Büchler

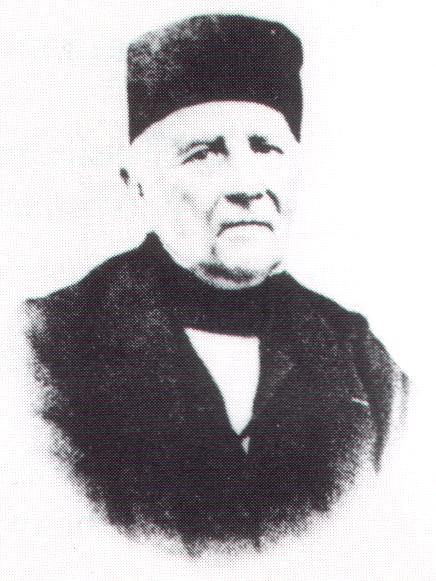
D.D. Büchler in jubileumboek van de Maatschappij tot Bevordering der Bouwkunst

Daniël David Büchler (1787 - 1871) was een Nederlands architect en de eerste voorzitter van de Maatschappij tot Bevordering der Bouwkunst.

## Beknopte biografie
David Daniël Büchler was de zoon van een in Amsterdam wonende Duitse handelaar en een Franse moeder. Hij werd in de leer gedaan bij een oom in Kopenhagen. In 1811 keerde hij terug naar Nederland en ging vervolgens naar Parijs en sloot zich aan bij het leger van Napoleon Bonaparte. Als militair ging hij naar Italië waar zijn passie voor de architectuur werd gewekt. Nadat hij bij de slag bij Großbeeren gewond raakte werd hij als krijgsgevangene naar Berlijn afgevoerd. Hij leidde een zwervend bestaan tot hij in 1814 in dienst trad van het leger van het Koninkrijk der Nederlanden. Kort daarop zegde hij het leger vaarwel en maakte een handelsreis naar Portugal.
In 1818 vestigde hij zich als assuradeur in Amsterdam. Vier jaar later stond hij aan het hoofd van de Nederlandsche Scheepsrederij. In 1853 richtte hij de Nederlandsche Credietvereeniging, die later door zijn zoon werd voortgezet. 
Büchler was secretaris bij de Maatschappij tot Aanmoediging der Bouwkunst. Deze Maatschappij heeft bestaan van 1818 tot 1830. In 1841 werd Büchler opgenomen in de Raad van Bestuur van de Koninklijke Akademie van Beeldende Kunsten. Büchler had vanaf 1837 zitting in het Koninklijk Nederlands Instituut voor Wetenschappen, Letteren en Schoone Kunsten die de regering adviseerde op het gebied van de kunst en architectuur. Büchler was betrokken bij de oprichting van de Maatschappij tot Bevordering der Bouwkunst en was gedurende de eerste twintig jaar de voorzitter van dit genootschap. De Bouwkundige Bijdragen, het orgaan van deze Maatschappij, speelde een belangrijke rol in de verspreiding van kennis van de architectuurgeschiedenis. Volgens hem was moderne architectuur niet mogelijk zonder herinneringen aan de architectuurgeschiedenis. Op 75-jarige leeftijd trad hij af en werd tot ere-voorzitter benoemd.
Herhaaldelijk wees Büchler op het belang van een goede bouwkunst-opleiding. Hij zag in het gebrekkige onderwijs van die dagen een belangrijke oorzaak voor de malaise in de Nederlandse bouwkunst van zijn tijd.
In zijn opvattingen was hij een groot aanhanger van de Duitse architect Karl Friedrich Schinkel en Leo von Klenze.